# Casa de los ciervos
La casa de los ciervos (en italiano Casa dei Cervi) es una casa grande y ricamente amueblada en Herculano situada en la ínsula IV, 21 y excavada entre 1929-1932 bajo la dirección de Amedeo Maiuri. Durante excavaciones anteriores en el siglo XVIII se descubrieron partes del edificio y se extrajeron algunas pinturas de las paredes y se llevaron a Nápoles. La casa llama especialmente la atención por su inusual arquitectura. Su lado oeste se alza sobre la muralla de la ciudad, que en aquella época ya no se utilizaba como tal. En la antigüedad, esta fachada de la casa daba al mar. El centro del complejo es un jardín y no, como es habitual, un atrio.
Se pudo identificar a su propietario, P. Granius Verus, que fuera antes del 61 a. C. Decurio y Duumvir. En la casa se encontró una barra de pan sin cortar que estaba estampada con su nombre.
La casa consta de dos partes. Al este hay varias salas más pequeñas y un pequeño atrio cubierto. En el centro de esta parte del edificio se encuentra el triclinio, que se abre al jardín. Hacia este último hay un pasaje decorado con mosaicos frente del jardín. Al sur se encuentra el gran jardín, alrededor del cual hay habitaciones adicionales. Desde el jardín hay una vista del golfo de Nápoles. Había varias estatuas en el jardín. Dos esculturas completas muestran perros atacando a un ciervo. El nombre moderno de la casa hace referencia a ellos. Otra estatua muestra a Hércules orinando. Una cuarta estatua representa a un sátiro .
La sala más magníficamente decorada es el triclinio con pinturas del cuarto estilo. Aquí se puede ver una arquitectura luminosa entre grandes paneles negros. La sala es muy alta, por lo que la zona superior del mural ocupa casi la mitad de la pared. Hay pinturas similares en la vecina casa dell'Atrio a Mosaico. Probablemente ambas casas fueron pintadas por el mismo taller. El suelo de la sala tiene un elaborado mosaico de opus-sectile. Un pórtico rodea el jardín, cuyas paredes también están pintadas. Las pinturas no están bien conservadas y muchas imágenes individuales fueron extraídas de las paredes en el siglo XVIII y ahora se encuentran observar en el Museo Arqueológico Nacional de Nápoles.

## Galería de imágenes

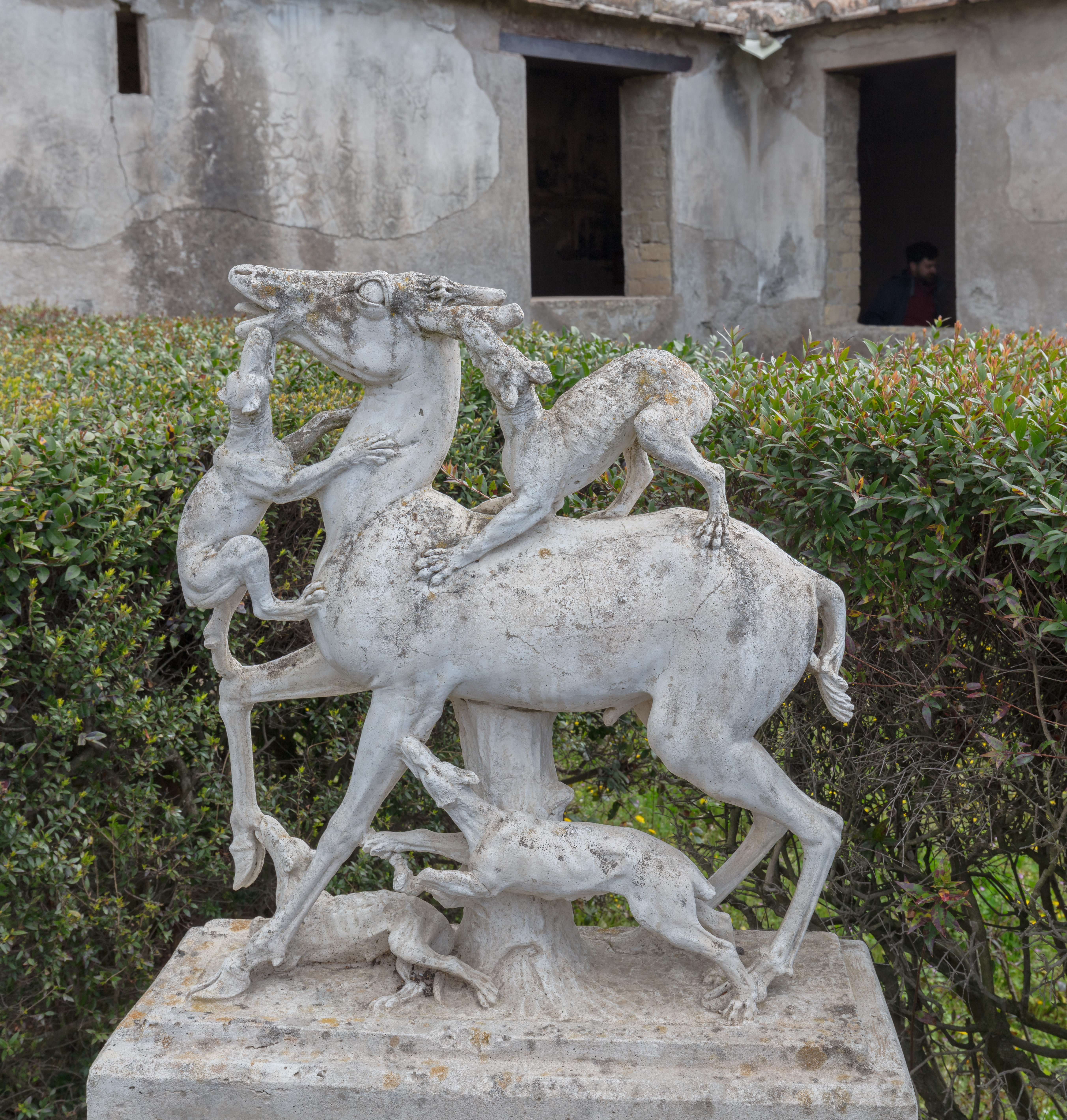
Estatua del ciervo atacado por perros.
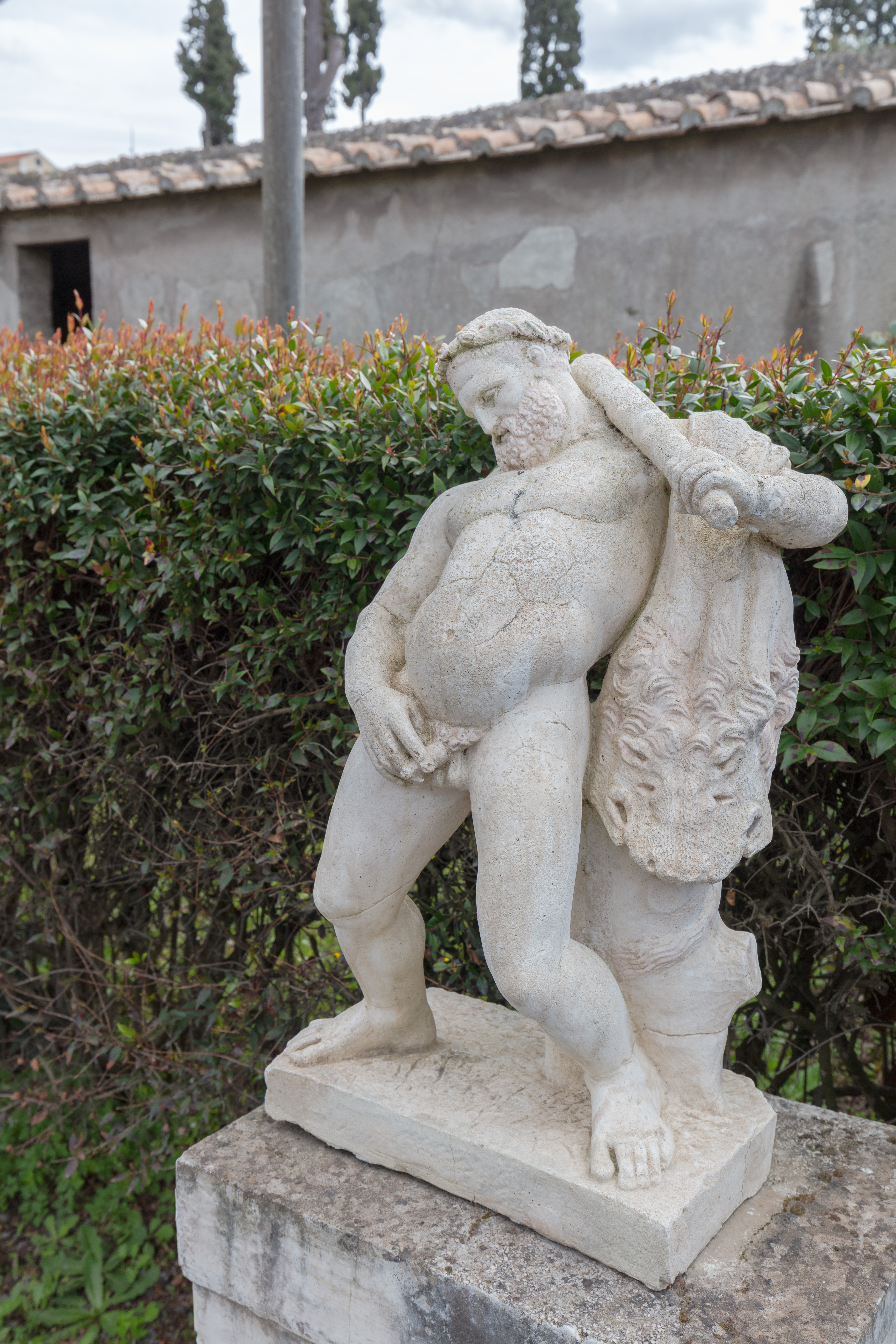
Estatua de Hércules orinando.
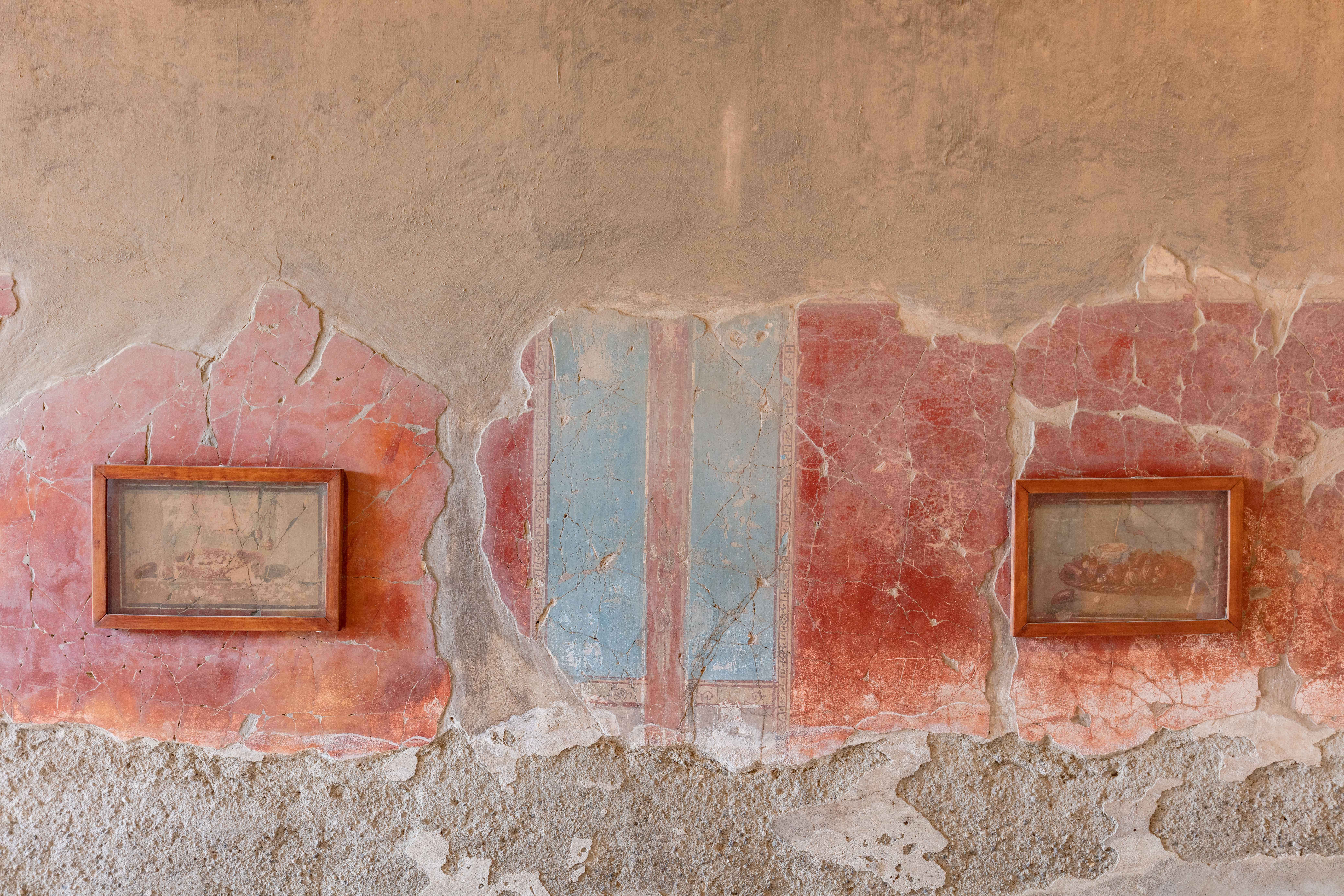
Pinturas en un pasillo junto al jardín.
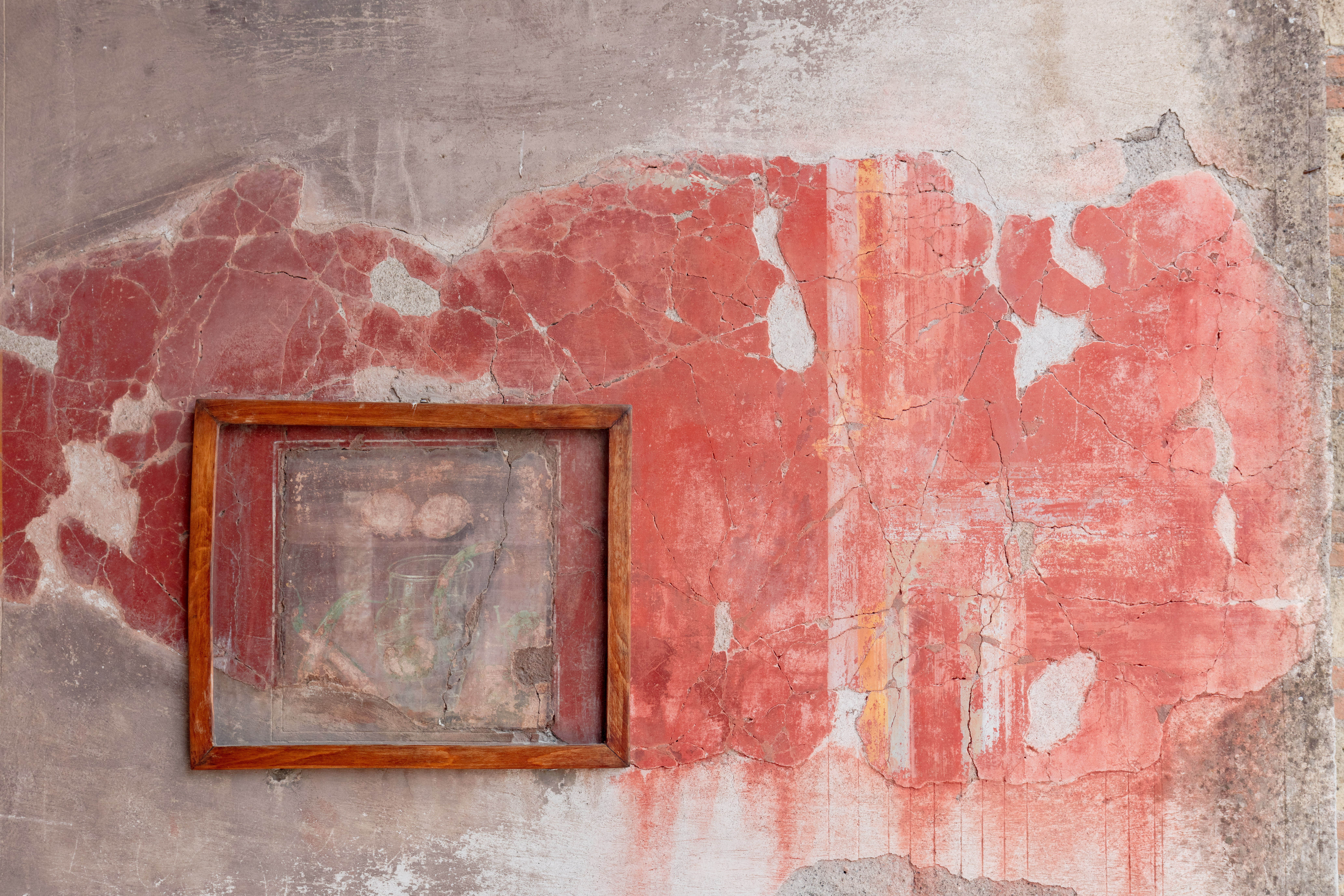
Pinturas en un pasillo junto al jardín.
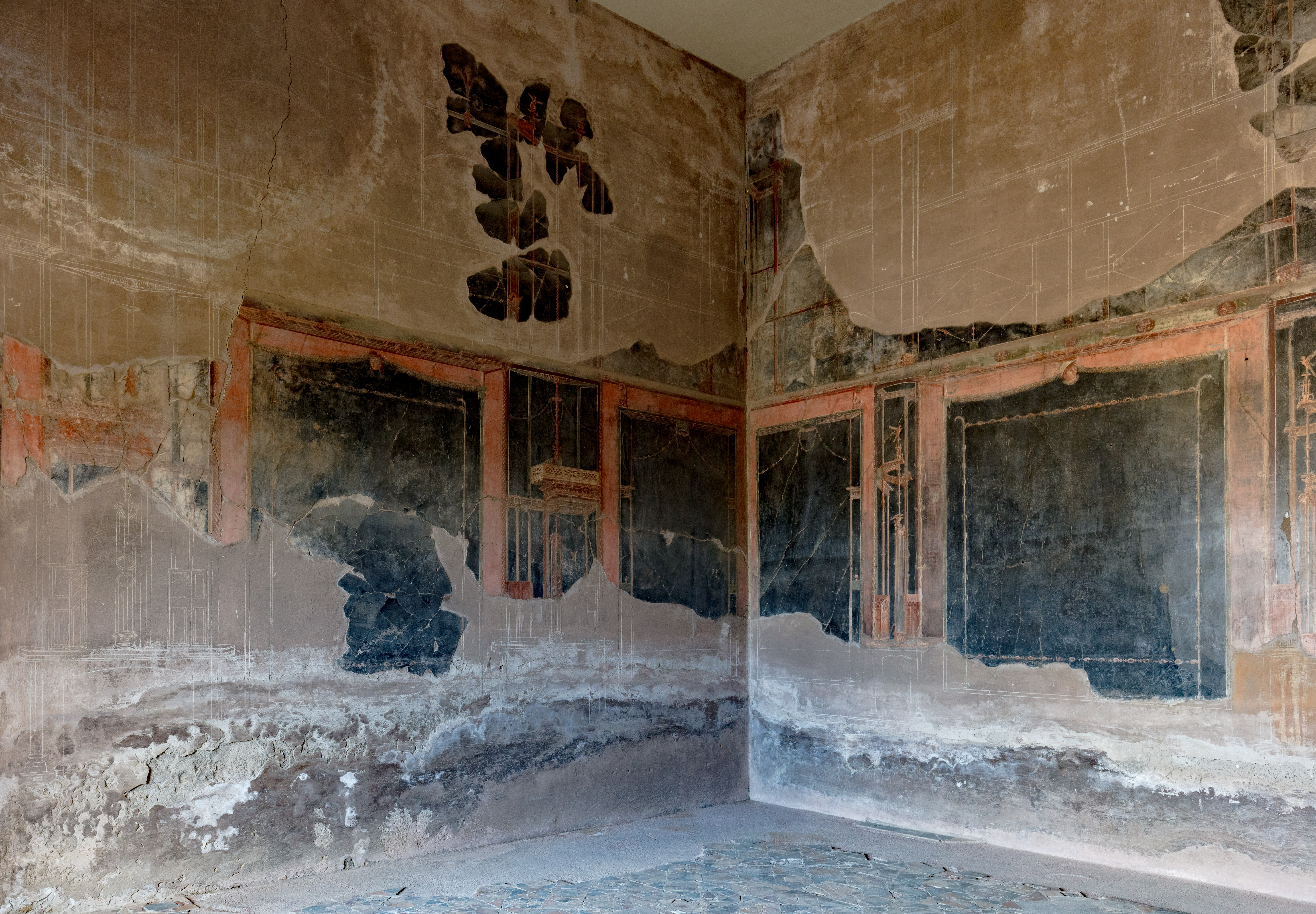
Pinturas en una sala frente al jardín.
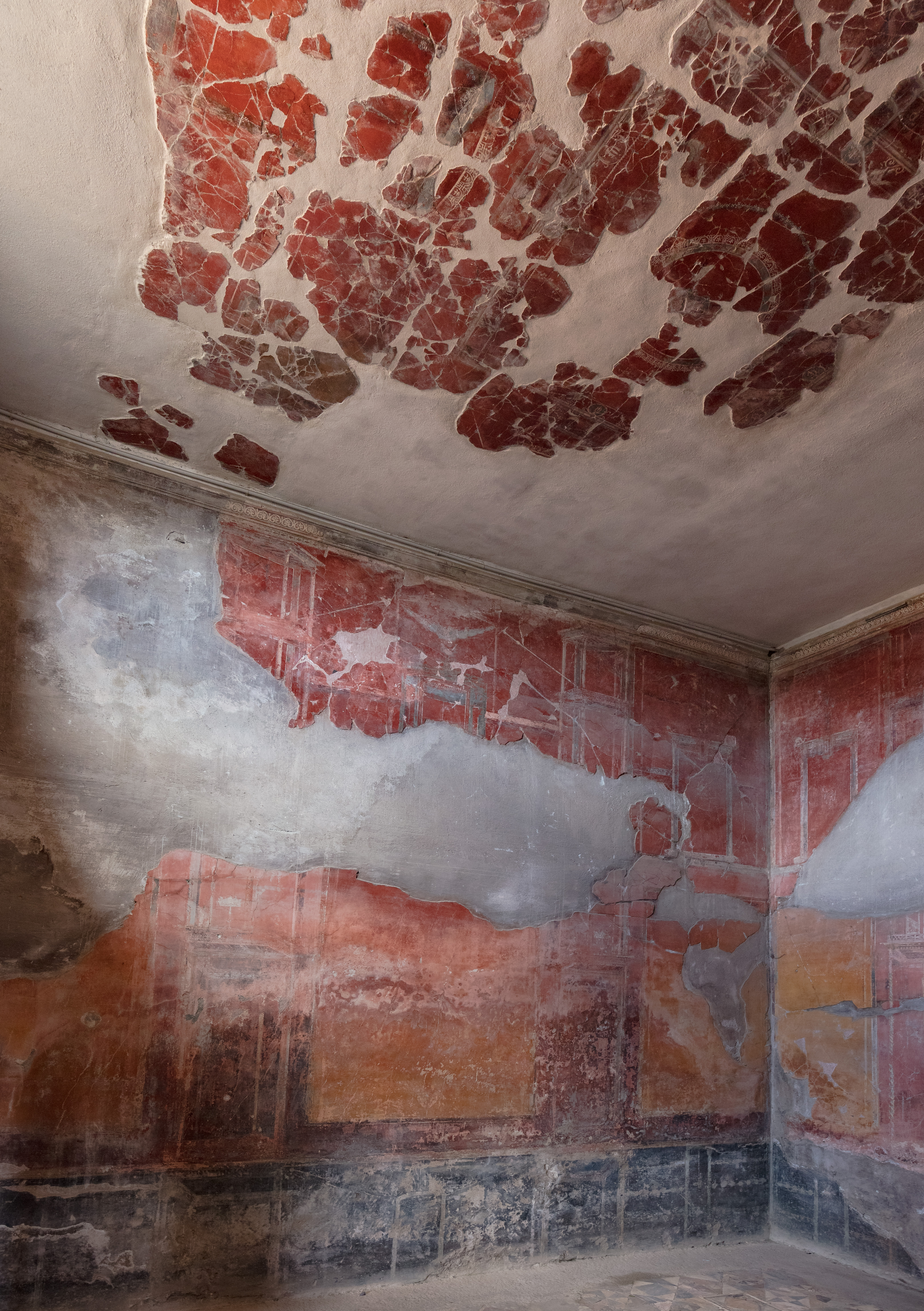
Pinturas en una sala frente al jardín.
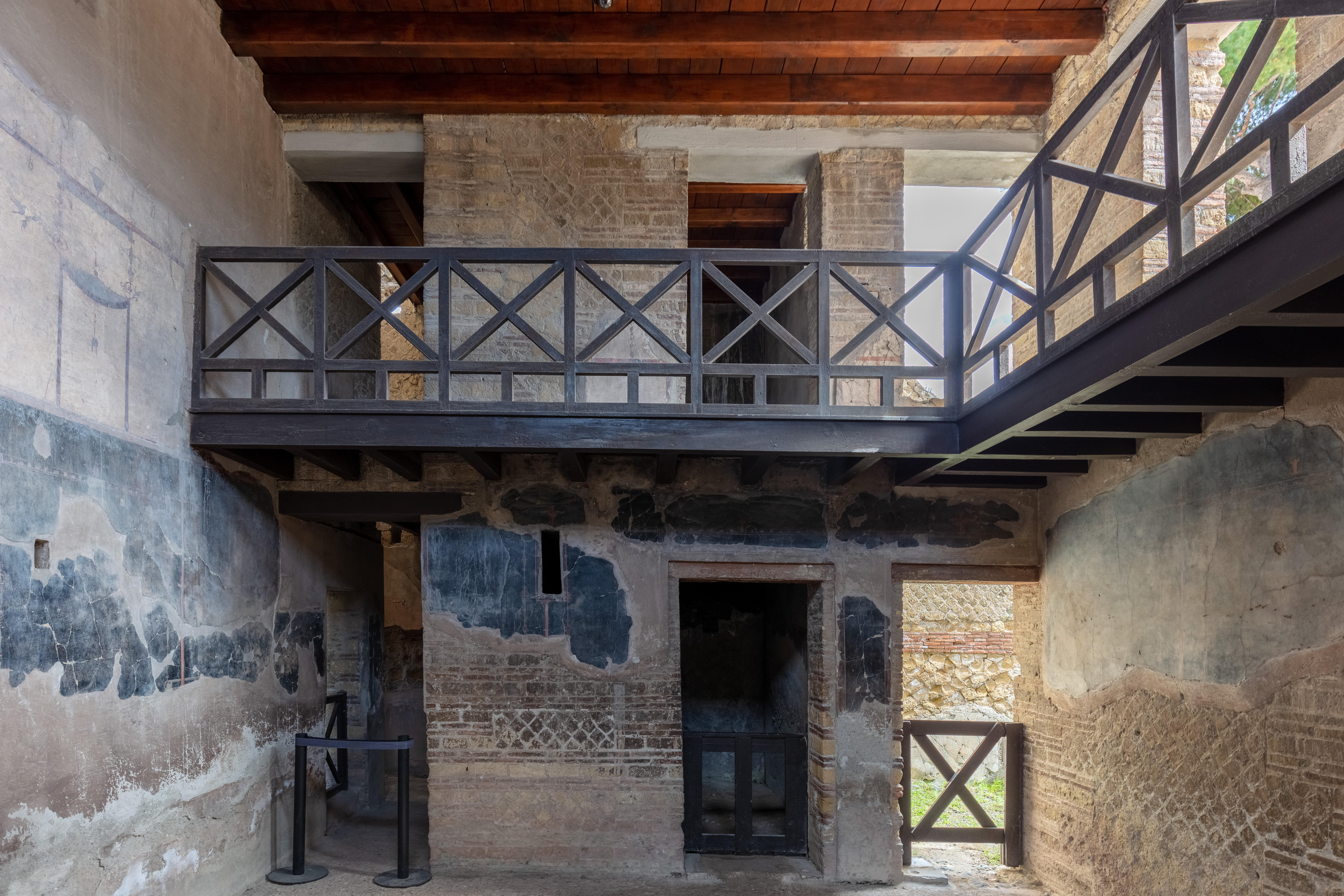
Patio con 2 pisos.